# 2020年北馬其頓議會選舉
2020年北馬其頓議會選舉是北馬其頓於2020年7月15日舉行的議會提前選舉，選舉北馬其頓議會123席中120個席次，原定於2020年11月舉行屆期選舉，但在歐洲理事會未能就北馬其頓加入歐盟問題達成協議後，總理佐蘭·扎埃夫呼籲提前舉行議會選舉，選舉日期原定於4月12日，但由於北馬其頓的COVID-19大流行而推遲至7月。

## 背景
2019年10月17日，在遭到法國總統馬克宏反對後，歐洲理事會並同意啟動北馬其頓和阿爾巴尼亞成為歐盟成員的談判。這項拒絕被視為對北馬其頓總理佐蘭·薩耶夫的打擊。此前，該國於2019年2月正式將國名從馬其頓更名為北馬其頓，以解決與希臘長期存在的馬其頓名稱爭議，該爭議阻礙北馬其頓加入歐盟和北約。儘管更改國名，但歐盟仍未同意啟動北馬其頓的加入程序，作為對歐洲理事會決定的回應，薩耶夫宣布將於2020年4月12日提前舉行議會選舉。但之後由於北馬其頓的COVID-19大流行而推遲至7月。

## 選舉制度

北馬其頓議會選舉的六個選區

北馬其頓議會共有123個席位，其中120個席位採用封閉名單比例代表制從北馬其頓的6個選區中，每個選區選出20席產生。其餘三個席位由居住在國外的北馬其頓人選舉產生，同樣採用封閉名單比例代表制，但只有在票數超過國內選區中獲得1個席次所需最少票數才能當選，如果政黨名單超過了這個門檻，就贏得一個席位，要贏得兩個席位，則需要贏得兩倍的票數，依此類推。由於投票數不足，這些席位在2016年選舉中未能產生當選人，在本次選舉中這3個席位沒有進行選舉。

## 結果
這次選舉導致議會出現嚴重分裂，親歐盟的馬其頓社會民主聯盟 （SDSM)領導的聯盟贏得了多數選票和席次，但由民族主義保守派马其顿内部革命组织—马其顿民族统一民主党 (VMRO-DPMNE)領導的復興聯盟緊追在後，僅少2個席位，且得票率落後不到1.5%。代表少數民族阿爾巴尼亞人的民主一體化聯盟和阿爾巴尼亞人聯盟–另類選擇黨聯盟取得了巨大進展。社會主義左翼黨首次進入議會，獲得2個席位。本次选举的投票率下降了約15個百分點，主要是因為COVID-19大流行。
| 政党                                | 政党                            | 票数      | %      | 席数 | +/– |
| ----------------------------------- | ------------------------------- | --------- | ------ | ---- | --- |
|                                     | 我們可以 (馬其頓社會民主聯盟等) | 327,408   | 35.89  | 46   | –8  |
|                                     | 復興 (VMRO-DPMNE等)             | 315,344   | 34.57  | 44   | –7  |
|                                     | 民主一體化聯盟                  | 104,699   | 11.48  | 15   | +5  |
|                                     | 阿爾巴尼亞人聯盟–另類選擇黨     | 81,620    | 8.95   | 12   | +9  |
|                                     | 左翼黨                          | 37,426    | 4.10   | 2    | +2  |
|                                     | 阿爾巴尼亞人民主黨              | 13,930    | 1.53   | 1    | –1  |
|                                     | 其他                            | 31,759    | 3.48   | 0    | --  |
| 总共                                | 总共                            | 912,186   | 100.00 | 120  | 0   |
|                                     |                                 |           |        |      |     |
| 有效票数                            | 有效票数                        | 912,186   | 96.66  |      |     |
| 无效及空白票数                      | 无效及空白票数                  | 31,564    | 3.34   |      |     |
| 总票数                              | 总票数                          | 943,750   | 100.00 |      |     |
| 已登记选民／投票率                  | 已登记选民／投票率              | 1,814,263 | 52.02  |      |     |
| 资料来源：State Election Commission |                                 |           |        |      |     |

## 后续
因為兩個最大的政黨都沒有足夠的席位來單獨组阁，因此需要組成一個聯合政府，而且任何联盟都必須至少包括兩個最大的阿爾巴尼亞少數黨其中一个。民主一體化聯盟要求總理被提名人必須是阿爾巴尼亞人才愿意參與聯盟，但SDSM和VMRO-DPMNE均拒絕了這項要求。
8月18日，SDSM和民主一體化聯盟宣布已就聯合政府的组成達成協議，並就阿爾巴尼亞裔總理問題達成妥協。根據協議，SDSM領導人佐蘭·薩耶夫將被任命為總理，並在100天后。选出民主一體化聯盟提名的阿爾巴尼亞族總理候選人，如果雙方都同意該候選人，該候選人將完成剩餘任期直至下一次選舉。 8月30日，與SDSM、民主一體化聯盟和阿爾巴尼亞人聯盟–另類選擇黨組成的聯合政府以62票對51票獲得議會批准。